# Comuna de Krynica-Zdrój
Krynica-Zdrój (polaco: Gmina Krynica-Zdrój) é uma gminy (comuna) na Polónia, na voivodia de Pequena Polónia e no condado de Nowosądecki.
De acordo com os censos de 2004, a comuna tem 16 877 habitantes, com uma densidade 116,2 hab/km².

## Área
Estende-se por uma área de 145,3 km².

## Subdivisões
- Berest, Czyrna, Mochnaczka Niżna, Mochnaczka Wyżna, Muszynka, Piorunka, Polany, Tylicz oraz miasto Krynica-Zdrój.